# Cia-Cia
La llengua cia-cia, també coneguda com a buton occidental o buton meridional, és una llengua austronèsia que es parla principalment als voltants de la ciutat de Bau-Bau, al sud de l'illa de Buton, prop de la costa de Cèlebes, a Indonèsia. Cap a l'any 2005 hi havia uns 80.000 parlants (SIL). La majoria dels parlants són musulmans i també es comuniquen en la llengua woli, que és molt propera al malai indonesi. El nom de l'idioma prové de la negació cia 'no'.
En el passat, la llengua cia-cia es va escriure mitjançant un alfabet similar al del jawi, anomenat gundula, que està basat en l'alfabet àrab, però s'afegeixen cinc consonants addicionals i no s'utilitza cap signe per a les vocals. El 2009 aquesta llengua va aparèixer en els mitjans de comunicació a causa de la decisió presa per la ciutat de Bau-Bau, d'adoptar el hangul coreà com a sistema d'escriptura modern per a la cia-cia.
Un exemple de com la proposta de sistema d'escriptura hangul és el següent:
아디 세링 빨리 노논또 뗄레ᄫᅵ시. 아마노 노뽀옴바에 이아 나누몬또 뗄레ᄫᅵ시 꼴리에 노몰렝오.
adi sering pali nononto televisi. amano nopo'ombae ia nanumonto televisi kolie nomolengo.

## Estructura
| Consonants | g   | k   | n   | d   | dh  | t   | r ~ gh  | l   | m   | b   | v ~ w | bh  | p   | s   | ’   | ng  | j    | c    | h   |  |
| IPA        | /ɡ/ | /k/ | /n/ | /ɗ/ | /d/ | /t/ | /r ~ ʁ/ | /l/ | /m/ | /ɓ/ | /β/   | /b/ | /p/ | /s/ | /ʔ/ | /ŋ/ | /dʒ/ | /tʃ/ | /h/ |  |
| Vocals     | a   | e   | o   | u   | i   |     |         |     |     |     |       |     |     |     |     |     |      |      |     |  |
| IPA        | /a/ | /e/ | /o/ | /u/ | /i/ |     |         |     |     |     |       |     |     |     |     |     |      |      |     |  |

## Vocabulari
Els numerals de l'1 al 10 són: 
| català  | un   | dos | tres | quatre | cinc | sis  | set  | vuit | nou  | deu    |
| cia-cia | dise | rua | tolu | pa'a   | lima | no'o | picu | walu | siua | ompulu |

Verbs:
- buri (bughi) 'escriure'
- pogau 'conversa'
- baca'an 'llegir.'

Noms:
- ka'ana 'casa'
- sigola 'escola'
- sayor 'planta'
- boku 'llibre'

Frases habituals:
- Tarima kasi. 'Gràcies.'
- Indau miano Cia-Cia. 'Som un cia-cia.'
- Indau pe'elu iso'o. 'T'estim.'
- Moapu isau. 'Ho sent.'
- Umbe. 'Sí.'
- Cia. 'No.'